# Stany Coppet
Stany Coppet (Villeneuve Saint Georges, Val-de-Marne, Francia, 22 de junio de 1976) es un actor y presentador de televisión francés.

## Biografía
Nació en París. Su padre procede de la Guayana Francesa y su madre es francesa de Bretaña, con ascendencia celta y gitana. El trabajo de sus padres le permitió desde muy joven recorrer el mundo, lo que influyó positivamente en su educación.
Mientras estudiaba en la Universidad de París, donde compaginaba las clases con su trabajo como presentador de televisión, y gracias al apoyo de varios grandes directores de cine como Spike Lee, Euzhan Palcy y Pedro Almodóvar, decidió que lo suyo más que los negocios eran los escenarios y platós. Y con esta idea comenzó su segunda carrera en el Instituto Lee Strasberg de Nueva York, donde se inició en el teatro.
Tras pasar 4 años en Estados Unidos regresó a Francia, trabajó en películas y televisión junto a Victoria Abril, y rodó la película La Vie Pure, de la que también es productor, en la Guayana Francesa. En España rodó Águila Roja, la película. Ese fue el lanzamiento de su carrera en el país, donde saltó a la fama gracias al personaje de Khaled de la serie El Príncipe. 
Actualmente es el protagonista, junto a Paz Vega y Jesús Castro, de la serie de televisión española Perdóname, Señor, emitida en Telecinco.

## Filmografía

### Cine
| Año  | Película                                | Papel            |
| ---- | --------------------------------------- | ---------------- |
| 2005 | This Revolution                         | Bailarín         |
| 2006 | Plan oculto                             | Abogado          |
| 2007 | Descent                                 | Hombre           |
| 2007 | Piratas del Caribe: en el fin del mundo | Pirata           |
| 2009 | Le diable noir                          | El general Dumas |
| 2009 | Orpailleur                              | Jeff             |
| 2010 | Mortem                                  | Aken             |
| 2011 | Águila Roja, la película                | Mosquetero       |
| 2011 | The Legendary Chevalier De Saint-George | Thomas Alexandre |
| 2012 | A.L.F.                                  | Mecánico         |
| 2014 | La vie pure                             | Raymond Maufrais |
| 2015 | Ta mère!                                | Hervé            |

### Series de televisión
| Año         | Serie                    | Papel           | Notas        |
| ----------- | ------------------------ | --------------- | ------------ |
| 2011        | Crimen en el paraíso     | Pierre          | 1 episodio   |
| 2012        | Toussaint Louverture     | General Rigaud  | 2 episodios  |
| 2012        | Sección de investigación | Roberto         | 1 episodio   |
| 2013        | Clem                     | Médico          | 1 episodio   |
| 2013        | Julie Lescaut            | Miguel Álvarez  | 1 episodio   |
| 2014        | La semilla del diablo    | Anestesista     | 2 episodios  |
| 2014 - 2016 | El Príncipe              | Khaled Ashour   | 31 episodios |
| 2017        | Perdóname, Señor         | Bruno Lachambre | 8 episodios  |
| 2019        | Los nuestros 2           | Idris           | 3 episodios  |
| 2023        | VIKINGOS: VALHALLA       | El Khan         | 1 episodio   |